# Mandeville (Québec)
Pour les articles homonymes, voir Mandeville.
Mandeville est une municipalité du Québec (Canada), située dans la MRC de D'Autray, dans la région administrative de Lanaudière.
Ancien village forestier situé sur les contreforts des Laurentides, à la jonction des hautes terres de la plaine de Montréal, il chevauche le territoire de la zone seigneuriale, délimitée au XVIIIe siècle surtout et celui des cantons, délimité et concédé surtout à partir du XIXe siècle.

## Toponymie
Nommée Saint-Charles-de-Mandeville de 1905 à 2001, la ville tire son appellation, attribuée au bureau de poste en 1905, de Maximillien Mandeville, né en 1811, l'un des premiers colons à s'établir sur les bords du lac Maskinongé vers 1824, non loin du site municipal présent.

## Histoire
- 1806 : Le seigneur Charles de Lanaudière aurait concédé 20 000 arpents du territoire connu sous le nom de fief Hope à Angélique Blondeau.
- 1819 : Les frères Beaudoin, Pierre et Jean-Baptiste, accompagnés par des autochtones s'installent sur la rive nord de la rivière Maskinongé.
- 1824 : Maximilien Mandeville s'installe sur la rive du lac qui porte son nom. La région commence à se peupler trois ans plus tard.
- 1836 : L'exploitation forestière et l'agriculture se développent.
- 1858 : La chapelle de Saint-Charles-de-Mastigoche est construite sur le terrain de Pierre Didace Hénault (rang 3, Peterborough). Plus tard, un effondrement de terrain forcera le déménagement de la maison de prière agrandie qui sert aussi d’école de rang.
- 1894 : Fondation de la mission de Saint-Charles-de-Mastigoche.
- 1897 : Nouveau déménagement de la chapelle de Saint-Charles-de-Mastigoche, mais cette fois, on l'apporte au village. Elle servira d'abord de presbytère pour le desservant de Saint-Didace.
- Début du XXe siècle : Deux fromageries s'installent dans la région ce qui permet la fragmentation de Saint-Didace et par conséquent la fondation de Saint-Charles-de-Mandeville.
- 1904 : Le 20 avril, la paroisse religieuse de Saint-Charles-de-Mandeville voit jour.
- 1909 : Bénédiction du clocher de trois cloches de l'église[3]. La plus grosse cloche qui pèse 2 000 livres est baptisée Pie-Marie en l'honneur de Pie X. La seconde pesant 800 livres portera le prénom de l'évêque de Trois-Rivières, François-Xavier. La troisième, Gaudios-Pierre, en l'honneur du dévoué curé de Saint-Charles-de-Mandeville, Gaudios Lacquerre. Télésphore Ferland sera le premier chantre de l'église.
- 1910 : Le 15 mars, la permission d'annexer les rangs Saint-Pierre, Saint-Augustin, 1er, 2e, 3e, 4e et 5e du Canton de Peterborough est accordée par Sa Sainteté le Pape Pie X.
- 1910 : Au lac Déligny, le moulin à scie de William Charbonneau entre en opération. Ce sera le premier des 18 moulins à opérer dans la région.
- 1931 : Implantation de la Birchwood Manufacturing Company sur la rue Saint-Charles-Borromée.
- 1971 : La chapelle de Saint-Charles-de-Mastigoche est encore une fois déménagée pour devenir une maison privée sur la rue Joly.
- 1971 : Création de la réserve faunique Mastigouche (autrefois un club privé très sélect: The Mastigouche Fish and Game Club).
- 1988 : Fermeture de la Birchwood Manufacturing Company. Principal employeur de Saint-Charles-de-Mandeville.
- 2001 : Annexion des territoires du lac Sainte-Rose de Saint-Damien, du canton d'Angoulême ainsi qu'une partie du territoire non organisé de la Baie-de-la-Bouteille.
- 2001 : St-Charles-de-Mandeville est renommé Mandeville
- 2005 : Démolition du presbytère.
- 2015 : Citation par la ville du Centre du pourvoyeur Mastigouche comme site patrimonial[4].

## Géographie
Le territoire de la municipalité recouvre les parties de la seigneurie de Lanaudière (concédée en 1750), de l'arrière-fief Hope (créé en 1806), des cantons de Peterborough (nommé en 1792, proclamé en 1868), de Gauthier (1920) et d'Angoulême (1901).
Le territoire a appartenu en partie au comté de Maskinongé jusqu'en 1907, puis exclusivement à celui de Berthier par la suite.

### Hydrographie
À partir du lac Maskinongé, qui délimite le sud de la municipalité, la rivière Maskinongé coule vers le sud-est le long la limite sud de la municipalité.
À partir du Petit lac Long, dans le sud-ouest de la municipalité, la rivière Mandeville coule vers le sud-est jusqu'au lac Deligny puis vers le sud-ouest traversant le lac Mandeville pour rejoindre sa confluence avec la rivière Maskinongé.
La rivière mastigouche coule dans le sud-ouest de la municipalité jusqu'à son embouchure dans le lac Maskinongé.
La rivière Mastigouche Nord coule du nord-ouest vers le sud-est de la municipalité jusqu'à sa confluence avec la rivière mastigouche dans le sud-ouest.
La Branche à gauche coule vers l'est jusqu'à sa confluence avec la rivière mastigouche dans le sud-ouest de la municipalité.
À partir du lac McGrey la rivière Rouge coule vers l'est dans le sud-est de la municipalité.

## Démographie
| 1991  | 1996  | 2001  | 2006  | 2011  | 2016  | 2021  |
| ----- | ----- | ----- | ----- | ----- | ----- | ----- |
| 1 725 | 1 824 | 1 962 | 2 221 | 2 043 | 2 189 | 2 363 |

## Administration
Les élections municipales se font en bloc et suivant un découpage de six districts.
| Mandeville Maires depuis 2003                                                                                        |                   |                                          |          |
| Élection | Maire             | Qualité                                  | Résultat |
| 2003 | François Benjamin | Député adéquiste de Berthier (2007-2008) | Voir     |
| 2005 | François Benjamin | Député adéquiste de Berthier (2007-2008) | Voir     |
| 2007 | Francine Bergeron |                                          | Voir     |
| 2009 | Francine Bergeron | Voir                                     |          |
| 2013 | Francine Bergeron | Voir                                     |          |
| 2017 | Francine Bergeron | Voir                                     |          |
| 2021 | Michael C. Turcot |                                          | Voir     |
| Élection partielle en italique Depuis 2005, les élections sont simultanées dans toutes les municipalités québécoises |                   |                                          |          |

## Économie
L’économie de Mandeville est dominée par le travail en forêt, l’agriculture et le tourisme.
De la fin des années 1880 à 1971, un club de pêche privé, le Mastigouche Fish and Game Club, propriété de New-Yorkais fortunés et incorporé en 1901, donne de l’emploi à une centaine de villageois, comme guides, cuisiniers, femmes de chambre et préposés divers. Son domaine de plusieurs kilomètres carrés s’étire le long de la Mastigouche Nord et sera incorporé à la Réserve faunique Mastigouche en 1971. Les bâtiments du club existent toujours, propriété du Pouvoyeur Mastigouche Inc.
Ce club est à l’origine de l’usine de tournage de bois de la Birchwood Manufacturing Company, en fonction de 1931 à 1988. L'usine embauchait, dans ses meilleures années, plus de 200 travailleurs. Ainsi pendant près de 90 ans, l’activité économique du village a tourné autour d’un employeur principal. C’est en 1931, que le curé du village fait appel à l’un des membres du club pour contrer les difficultés de la crise. La réponse prend la forme de la création d’une manufacture de bobines de fil, fabriquées en bouleau, d’où le nom de l’entreprise, et qui dessert à l’origine l’industrie textile québécoise, grande consommatrice de fuseaux pour ses filatures et ses tissages. Modeste à l’origine, la manufacture prend de l’expansion après la Deuxième Guerre mondiale, alors qu’elle devient la propriété d’hommes d’affaires de la région de Québec. Bientôt, elle ajoute à sa production une profusion d’objets tournés, dont une variété de pattes de meubles, des pièces de jouet, des boutons, des bouchons, etc., tout en fabricant les bobines de fil que toutes les couturières connaissent. L’usine ferme en 1988, devant la montée du plastique, qui remplace peu à peu le bois dans la fabrication des objets de la vie quotidienne.

## Éducation
Le Centre de services scolaire des Samares (auparavant la Commission scolaire des Samares) administre les écoles francophones:
- École primaire Youville à Mandeville[8]

La Commission scolaire Sir-Wilfrid-Laurier administre les écoles anglophones:
- École primaire Joliette à Saint-Charles-Borromée[9]
- École secondaire Joliette à Joliette[10]

## Loisirs et culture

### Parc régional des Chutes-du-Calvaire
Sur une distance de 3,9 km, les amants de la nature peuvent admirer les spectaculaires chutes du Calvaire. Six belvédères ont été installés pour offrir une expérience unique. Deux toilettes ainsi qu'un stationnement sont à la disposition des randonneurs. Le site est accessible à l'année et l'entrée est gratuite.

### Sentiers du lac en Cœur
Sentier 4 saisons d'environ 11 km englobant le lac en Cœur, lac de la Vase, lac à l'Eau Claire et le lac McGrey. Plusieurs points de vue panoramiques sont accessibles sur le sentier et l'entrée sur le site est gratuit. Un stationnement municipal est disponible au début des sentiers.

## Religion
Sur le plan religieux, la municipalité relève d'abord du diocèse de Trois-Rivières et puis, depuis 1966, à celui de Joliette.